# ماريا جواو (عارضة)
ماريا جواو (بالبرتغالية: Maria João‏) هي عارضة برازيلية، ولدت في 1955 في ريو دي جانيرو في البرازيل.